# Elaphoglossum brevipes
Elaphoglossum brevipes är en träjonväxtart som först beskrevs av Kze., och fick sitt nu gällande namn av Moore. Elaphoglossum brevipes ingår i släktet Elaphoglossum och familjen Dryopteridaceae. Inga underarter finns listade.